# Приморск (Оренбургская область)
Приморск — село в Кваркенском районе Оренбургской области, административный центр  Приморского сельсовета.

## География
Находится на берегу залива Ириклинского водохранилища на расстоянии примерно 59 километров по прямой на запад-юго-запад от районного центра села Кваркено.

## Климат
Климат резко континентальный с недостаточным количеством осадков в течение года (около 350 мм). Зима (начало ноября - конец марта) умеренно холодная с устойчивыми морозами. Преобладающая дневная температура воздуха в наиболее холодные месяцы - 12°-16°С, - ночная - 17-20°С (абс. мин. - 46С). Снежный покров устанавливается в конце ноября, толщина его к концу февраля достигает 40 см. Весна (конец марта - конец мая) в первой половине прохладная, во второй - теплая. Снежный покров сходит в начале апреля. По ночам до конца мая возможны заморозки. Лето теплое, преимущественно с ясной погодой.  Преобладающая дневная температура воздуха 22-24°С (абс. макс. 40°С), ночная 14-16°С. Периодически бывает засуха. Осень (конец августа - начало ноября) в первой половине малооблачная, теплая. Во второй половине преобладает пасмурная погода с затяжными моросящими дождями. В конце сезона выпадает снег. Ночные заморозки начинаются с конца сентября. 

## История
По данным местных краеведов был основан в период организации колхозов в 1928-1932 годах. По другим данным основан в 1951 году при переселении жителей сел, затопляемых при заполнении Ириклинского водохранилища. 

## Население
Постоянное население составляло 866 человек в 2002 году (русские 69%) ,  719  человек в 2010 году.